# داروسازی باریج اسانس
داروسازی باریج اسانس (به انگلیسی: barijessence Pharmaceutical co) شرکت داروسازی ایرانی استکه در سال ۱۳۷۱ در زمینی به مساحت حدود ۳۰ هزار مترمربع در مشهد اردهال کاشان توسط سید حسین حجازی احداث شد و تاکنون نیز در حال فعالیت می‌باشد. داروسازی باریج اسانس به عنوان بزرگ‌ترین تولیدکنندهٔ داروهای گیاهی در ایران شناخته شده ، و بیش از ۱۰ درصد از سهم تولید بازار داروی گیاهی کشور را به خود اختصاص داده است. این داروسازی صاحب ۷ برند دارویی در زمینه انسانی، دامی، غذایی و فرآوردهای آرایشی و بهداشتی است ۱۳ شرکت زیر مجموعه داروسازی باریج اسانس فعالیت می‌کنند و همچنین بزرگ‌ترین خط تولید سافت ژل در ایران را داراست این شرکت باشگاه والیبالی به همین نام در سال ۱۳۸۶ تأسیس کرده است.